# Anasagasti
Anasagasti (Анасага́сті) — аргентинська фірма-виробник автомобілів, яка працювала з 1909 по 1915 рік. Штаб-квартира знаходилася в Буенос-Айресі.

## Заснування компанії
Засновник компанії Орасіо Анасагасті народився 1879 року. У віці 23 років він закінчив Університет Буенос-Айреса і отримав диплом інженера. 1907 року Орасіо виграв конкурс і вирушив на стажування на завод «Ізотта-Фраскіні» до Мілана. По поверненні на батьківщину він разом з Рікардо Треверсом і Хосе Гальвесом відкриває фірму, яка продає «Ізотта-Фраскіні», «Грегуар» і «Гордон-Брілле» в Аргентині.
Крім машин компаньони також продають запчастини до автомобілів, аксесуари та обладнання. Крім того, вони самі починають займатися виробництвом деталей з латуні та алюмінію, найнявши для цієї справи 10 працівників.

## Початок виробництва автомобілів
У 1909 році Орасіо залишає своїх партнерів, бажаючи сконцентруватися саме на виробництві легкових автомобілів. 30 грудня Анасагасті засновує фірму — Horacio Anasagasti y Compañía Ingenieros Mecánicos. У плани входило почати будувати автомобілі з запчастин, які поставлялися з Франції та Італії, поступово замінюючи їх на агрегати місцевого походження.
Свій завод Орасіо оснащує електричними верстатами, будує цех для виробництва кузовів та їх фарбування. Він наймає 20 робочих, з яких майже всі - іммігранти з Європи: іспанці, італійці та французи, але з навичками роботи в даній сфері. Кожному працівникові Орасіо давав вказівки особисто рідною мовою працівника.
На Міжнародній виставці залізничного і наземного транспорту (ісп. Exposición Internacional de Ferrocarriles y Transportes Terrestres) 1910 року в Буенос-Айресі фірма Анасагасті представляє власні зразки 4-ступінчастої коробки передач, заднього моста і 4-циліндрового мотора власної конструкції. За ці деталі Орасіо отримує диплом Гран-прі як перший "власний" автопромисловець країни.
Пізніше того ж року Анасагасті вирушає до Франції, де домовляється з братами Балло про постачання ними моторів для його виробництва. Через декілька місяців з допомогою європейських фахівців він починає виробляти в Аргентині деякі вузли моторів, картери, колінчасті вали, коробки передач, диференціали, підвіски і кузови. 1911 року почалося виробництво циліндрів, карданів, шатунів, валів, рулів тощо. Крім того, у своїй майстерні Анасагасті удосконалив мотор братів Балло.
У липні 1911 року Анасагасті закінчує перший прототип свого автомобіля. У вересні 1911 року Орасіо Анасагасті на авто власного виробництва бере участь в гонках Росаріо-Кордова-Росаріо, де відбувається його офіційна презентація. Автомобіль його конструкції оснащений мотором 2.1 л і потужністю 12 сил. Але мотор автомобіля був не власного виробництва, а знову ж таки, фірми «Балло» (Франція). Через технічні причини автомобіль не виграв, але до фінішу прийшов.
Намагаючись довести надійність своїх машин, Анасагасті бере участь в інших гонках в Європі. Його автомобілі беруть участь у марафоні у Франції на 5500 км. Там фірма виставляє 3 машини. За кермом: британець Браун, французи маркіз де Аврі і Жак Репуссо. Машини приходять одними з перших, обігнавши багато відомих європейських та американських марок.
Протягом 1912 року три автомобілі Анасагасті було продано до Франції. Орасіо Анасагасті знову їде до Європи, де особисто бере участь у гонках Париж-Мадрид (1515 км), які виграє, чим зацікавлює автомобільного фаната — короля Альфонсо XIII, який купує у Анасагасті один автомобіль. Через місяць в гонках Кале Анасагасті завойовує бронзову медаль.
Повернувшись з Європи до Аргентини, 1912 року Орасіо Анасагасті готує до презентації і надходження у продаж комерційні версії своїх автомобілів. На той час його завод сам виробляє усе від моторів до кузовів (крім покришок). Він представляє дві моделі — 12CV (40 кінських сил) і 15CV (50 кінських сил). Друге авто рекламується як спортивний варіант. Кузовів також два: 2-місний ранебоут і 5-місний фаетон.
Базова версія найдешевшої моделі коштувала 6500 песо, також пропонувалося купувати машину в розстрочку, внісши 200 песо як перший внесок. Але аргентинці не довіряли автомобілям вітчизняного виробництва, надаючи перевагу європейським маркам, попри те, що місцеве авто було набагато дешевше. В підсумку основним покупцем стають таксофірми.

## Припинення виробництва автомобілів і закриття компанії
У 1913 році «Форд» відкриває свій завод в Аргентині і починає масово виробляти «Форд Т», в 1914 році починається Перша світова війна, і Аргентина перестає отримувати високоякісну сировину (алюміній, метал тощо), а власної сировини немає. До того ж люди, які купили автомобілі в кредит, не поспішають виплачувати вчасно свої внески. До 1915 року справи йдуть настільки погано, що Орасіо Анасагасті вирішує припинити випуск автомобілів і закриває фабрику.
На підприємстві Анасагасті були найбільші зарплати у робітників в Аргентині, 8-годинний робочий день. У кожного працівника був особистий вентилятор, а також мався холодильник з охолодженими напоями для персоналу, тому коли Орасіо Анасагасті вирішив перестати випускати машини, його працівники пропонували працювали безкоштовно, але Анасагасті відмовився і 1916 року ліквідовує свою компанію остаточно.
Всього вдалося випустити близько 50 машин, з який збереглося дві. Одна знаходиться у Національному музеї аеронавтики, куди була передана Хорхе Ньюбері, якому її своєю чергою подарував 1912 року сам Орасіо Анасагасті. Друге авто належить Клубу класичних авто м. Сан-Ісідро.
Сам конструктор першого аргентинського автомобіля помер у 1932 році. На честь Анасагісті було названо містечко у провінції Буенос-Айрес, озеро у національному парку Науель-Уапі та вулиці у містах Буенос-Айрес і Барілоче.

## Список автомобілів Anasagasti
- 1912 — Anasagasti 12CV
- 1912 — Anasagasti 15CV